# Legionen med franska volontärer mot bolsjevism
Legionen med franska volontärer mot bolsjevism (franska: Légion des volontaires français contre le bolchévisme, eller helt enkelt, Légion des volontaires français, LVF) var en fransk milis som grundades den 8 juli 1941. Den var uppgjord av medlemmar från många franska kollaboratörspartier, bland annat Marcel Bucards Mouvement Francaise, Marcel Déats RNP, Jacque Doriots Parti Populaire Français, Eugène Deloncles MSR och Pierre Clémentis FNCP. Legionen var inte officiellt i samarbete med Vichyregimen, men gruppen blev erkänd som en "allmänt användbar förening" av Pierre Lavals regering i februari 1943.
Gruppen slogs frivilligt mot Sovjetunionen på Östfronten. Inom den tyska armén var legionen känd som Infanteriregemente (Infanterieregiment) 638.

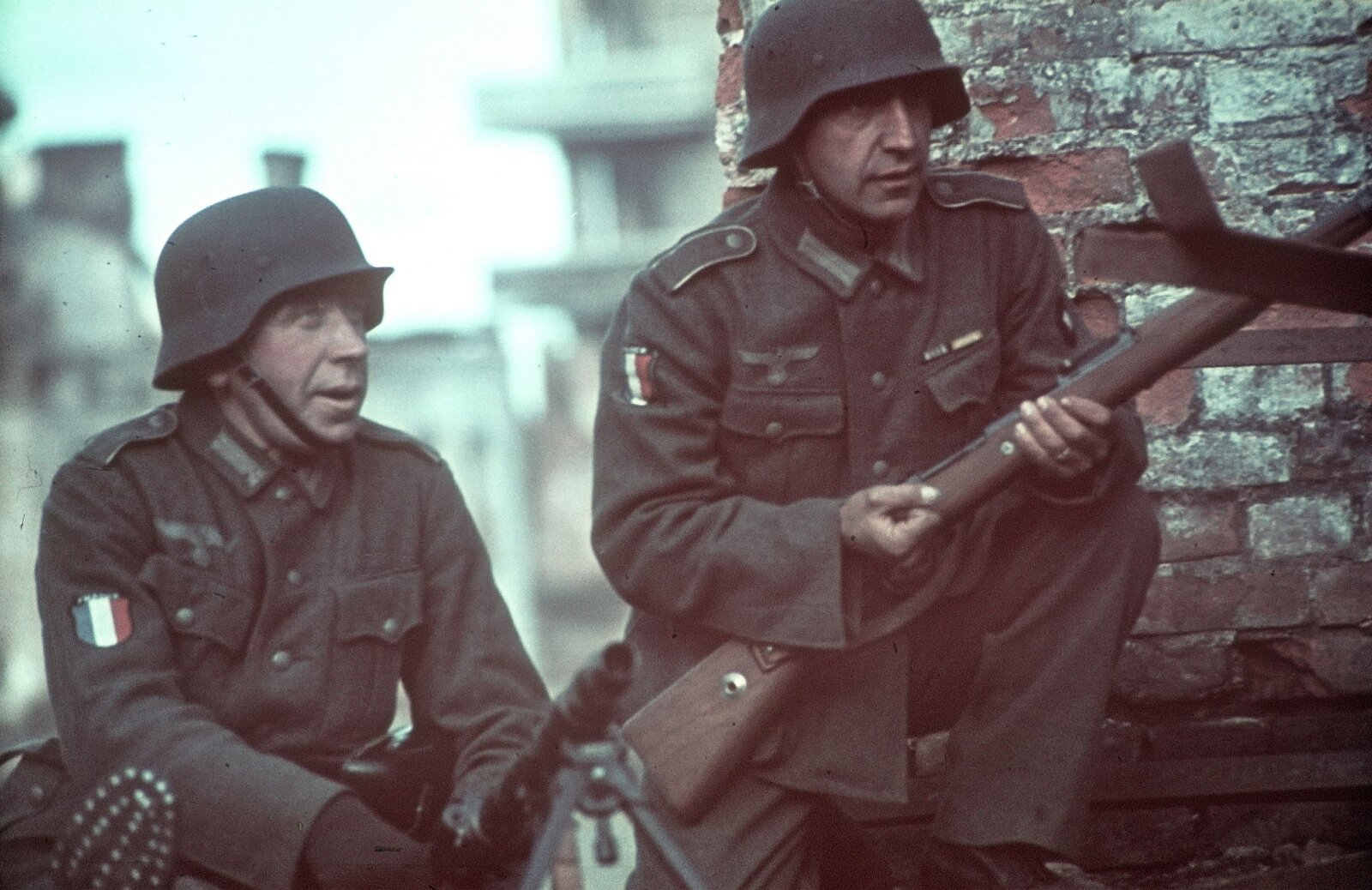
Soldater i Légion des volontaires français i Sovjetunionen 1941.